# 玛木特 (准噶尔)
玛木特（Maḥmūd，？—1756年），又作禡木特、库克辛玛木特（蒙古语“库克辛”意为老的），布拉台吉曾孙，丙图之孙，博贝之子。出身准噶尔汗国的将领，归降清朝后封三等公。
玛木特早年为准噶尔部宰桑，守阿尔泰山，在布拉罕、察罕托辉附近游牧。雍正八年（1730年），受准噶尔首领噶尔丹策零派遣，领兵二万，攻打清军科舍图卡伦，计划掠夺驼马，被总兵樊廷等人击败逃走。乾隆十一年（1746年），受命进北京向清朝纳贡，呈请准许其进藏熬茶队伍在得卜特尔过冬。
乾隆十八年（1753年），准噶尔内讧，杜尔伯特车凌、车凌乌巴什、车凌蒙克率众附清。达瓦齐命玛木特领兵追赶，至喀尔喀界，为清军所阻，逃归。因准噶尔内乱激化，他认为达瓦齐不足成事，于是也率众附清。乾隆帝授他为内大臣，赐御前行走。准噶尔宰桑通玛木特去世后，受命兼辖其众。乾隆十九年（1754年）冬，跟随定北将军班第进军伊犁，任北路参赞大臣，与定边左副将军阿睦尔撒纳一起进军。他发现阿睦尔撒纳心怀异志，奏请皇帝不要派阿睦尔撒纳前往。阿睦尔撒纳于是暗中散布流言，说他不是自愿而降，想要把他挤走，没有被乾隆帝采纳。玛木特改授札哈沁总管，兼辖包沁宰桑阿克珠勒部众。乾隆二十年（1755年）五月，平定伊犁，朝廷称他“功多赞画”，授三等公爵，赐“信勇“之号。八月，阿睦尔撒纳叛清，玛木特想要冲出重围，寡不敌众，被哈丹俘虏。他怒斥阿睦尔撒纳背信弃义，被杀害。乾隆帝感其忠烈，特制御诗缅怀。清廷为表彰其功，令其孙札木禅承袭三等信勇公。